# Still Alive (Lisa Miskovsky-låt)
Still Alive är en sång skriven av Arnthor Birgirsson, Rami Yacoub, och inspelad av Lisa Miskovsky som används som det officiella soundtracket till TV-spelet Mirror's Edge, utvecklat av det svenska spelföretaget DICE. Låten Still Alive gjordes även om till flera remixer, bland annat av svenska Teddybears.

## Listplaceringar
| Lista (2008) | Placering |
| ------------ | --------- |
| Sverige      | 29        |

### Fotnoter
1. ↑  Ove Smedberg (8 oktober 2009). ”Gamereactor Sverige” (på svenska). Mirror's Edge. https://www.gamereactor.se/medlemsrecensioner/10565/. Läst 22 oktober 2018.
2. ↑  ”Still Alive”. Swedishcharts. 10 mars 2008. https://swedishcharts.com/showitem.asp?interpret=Lisa+Miskovsky&titel=Still+Alive+%28Theme+From+Mirror%27s+Edge%29&cat=s. Läst 22 oktober 2018.